# Rizópode
O grupo dos rizópodes é uma categoria de seres unicelulares, protozoarios possuidores de pseudópodes (ou seja, "falsos pés" que utilizam na locomoção) de forma filamentosa ou de raiz. Trata-se de uma Subclasse da Classe Sarcodina onde se enquadram duas importantes Ordens: Thecamoebina com as Subordens Lobosia e Filosia e a importantíssima Ordem Foraminífera, classificados na Sub-ordem Granuloreticulosia, sendo uma das mais importantes do tipo.